# Świsłocz (obwód miński)
Świsłocz (biał. Свіслач) – osiedle typu miejskiego na Białorusi, w obwodzie mińskim w rejonie puchowickim, 3,9 tys. mieszkańców (2010), położone nad rzeką Świsłocz koło Rudzieńska, ok. 36 km na południowy wschód od Mińska.

## Historia
Osiedle powstało wraz z sąsiednim Drużnym w latach 60. XX wieku w związku z planami budowy elektrowni atomowej na południe od Mińska. Po 1986 na fundamentach tej elektrowni zbudowano ostatecznie klasyczną elektrociepłownię.